# Pozdní Čou
Říše Pozdní Čou (čínsky v českém přepisu Chou Čou, pchin-jinem Hòu Zhōu, znaky zjednodušené 后周, tradiční 後周) byl jeden ze států, které se vystřídaly v severní Číně po pádu říše Tchang, v období Pěti dynastií a deseti říší. Založil ji roku 951 Kuo Wej, generál říše Pozdní Chan, když svrhl chanského císaře; zanikla roku 960, když čouský generál Čao Kchuang-jin svrhl čouského císaře, vnuka zakladatele říše.

## Historie
Číňan Kuo Wej byl vysoce postaveným generálem říše Pozdní Chan, čtvrtého z pětice států, které se střídaly v severní Číně po zániku říše Tchang roku 907. Na přelomu let 950 a 951, necelé čtyři roky po založení státu Pozdní Chan v protikitanském povstání, se Kuo Wej vzbouřil proti chanskému císaři (který byl šatoského původu), prohlásil se císařem říše Čou (přívlastek „Pozdní“, Chou, přidali historici k odlišení od starověkého stejnojmenného státu) a převzal vládu v zemi. V dnešní provincii Šan-si však Kuo Wejův převrat neuznal člen chanské císařské rodiny Liou Čchung, sám se prohlásil císařem říše (Severní) Chan a s pomocí armád kitanské říše Liao se udržel proti čouskému tlaku.
Kuo Wej byl první vládce severní Číny čínského (přesněji chanského) původu od roku 923. Do historie vešel jako schopný vládce, který se pokoušel zlepšit postavení rolníků. Byl silný a energický panovník, ale už po třech letech vlády, roku 954, onemocněl a zemřel.
Druhým císařem Pozdní Čou byl Kuo Žung (původním jménem Čchaj Žung), syn staršího bratra Kuo Wejovy manželky a adoptivní syn Kuo Weje. Kuo Žung byl také schopný panovník, roku 954 odrazil společný útok států Severní Chan a Liao a v letech 956–958 zaútočil na jih, na říši Jižní Tchang. Podařilo se mu obsadit tchangské území severně od Jang-c’-ťiang. Roku 959 se pokusil dobýt na říši Liao šestnáct pohraničních čínských krajů, téhož roku zemřel.
Kuo Žunga následoval na trůnu jeho sedmiletý syn Čchaj Cung-sün. Rozhodující vliv v čouské vládě získal generál Čao Kchuang-jin, který se začátkem roku 960 vzbouřil, prohlásil císařem říše Sung, obsadil hlavní město a sesadil Kuo Cung-süna, kterého i s matkou uklidil do Luo-jangu.

## Císařové
| Jméno           | Jméno                    | Jméno                                     | Narození úmrtí | Vláda   | Éra vlády                                     |
| chrámové        | posmrtné                 | příjmení a osobní jméno                   | Narození úmrtí | Vláda   | Éra vlády                                     |
| --------------- | ------------------------ | ----------------------------------------- | -------------- | ------- | --------------------------------------------- |
| Tchaj-cu (太祖) | neužívané pro svou délku | Kuo Wej (郭威)                            | 904–954        | 951-954 | Kuang-šun (廣順, 951-954) Sien-te (顯德, 954) |
| Š’-cung (世宗)  | neužívané pro svou délku | Čchaj Žung (柴榮) později Kuo Žung (郭榮) | 921–959        | 954-959 | Sien-te (顯德, 954-959)                       |
| neuděleno       | Kung-ti (恭帝)           | Čchaj Cung-sün (柴宗訓)                   | 953–973        | 959-960 | Sien-te (顯德, 959-960)                       |